# Фрицкий, Игорь Олегович
Фрицкий Игорь Олегович (род. 20 ноября 1964, г. Киев) — член-корреспондент НАН Украины , украинский учёный-химик, заведующий кафедрой физической химии Киевского национального университета имени Тараса Шевченко (2005), доктор химических наук (2003), профессор (2005), лауреат Государственной премии Украины в области науки и техники (2007). Заслуженный деятель науки и техники Украины (2017). Руководитель научной группы.
Является членом Научного совета НАН Украины по проблеме «Неорганическая химия», членом редакционных коллегий «Украинского химического журнала» и международного журнала «Bioinorganic Chemistry and Applications», двух специализированных советов по защите докторских и кандидатских диссертаций.

## Биография
Отец будущего ученого — Олег Фёдорович — юрист, доктор юридических наук, профессор; мать — языковед, лингвист.
В 1987 г. окончил Киевский государственный университет им. Т. Г. Шевченко.
В 1987—1990 г. — аспирант, 1990—1995 гг — ассистент, 1995—1998 гг. и 2001—2004 гг. — доцент кафедры неорганической химии, 2004—2005 гг. — профессор кафедры неорганической химии, с 2005 года — заведующий кафедрой физической химии.
В 1991—1993 гг. и 1994—1998 гг. — заместитель декана химического факультета по международным связям.
В 1990 г. защитил кандидатскую диссертацию «Синтез, строение и свойства координационных соединений 3d-металлов с оксимами пирувиламинокислот».
В 2003 г. защитил докторскую диссертацию «Полиядерные координационные соединения переходных металлов с азотсодержащими лигандами в моделировании активных центров металлоферментов».
Неоднократно находился на стажировках в университетах Лондона, Лидса (Великобритания), Севилье (Испания), Геттингена (ФРГ), Вроцлава (Польша). В 1998—2001 гг. занимался научно-исследовательской работой в университетах г. Майнц и г. Гейдельберг (ФРГ).

## Научное наследие
И. О. Фрицкий является автором более 450 научных трудов, в том числе около 190 статей.
Под его руководством защищены 17 кандидатских диссертаций.

## Награды и звания
Государственная премия Украины в области науки и техники за 2007 год присвоена И. О. Фрицкому за цикл научных работ «Супрамолекулярные координационные соединения».
Заслуженный деятель науки и техники Украины (2017).